# Biocomposite

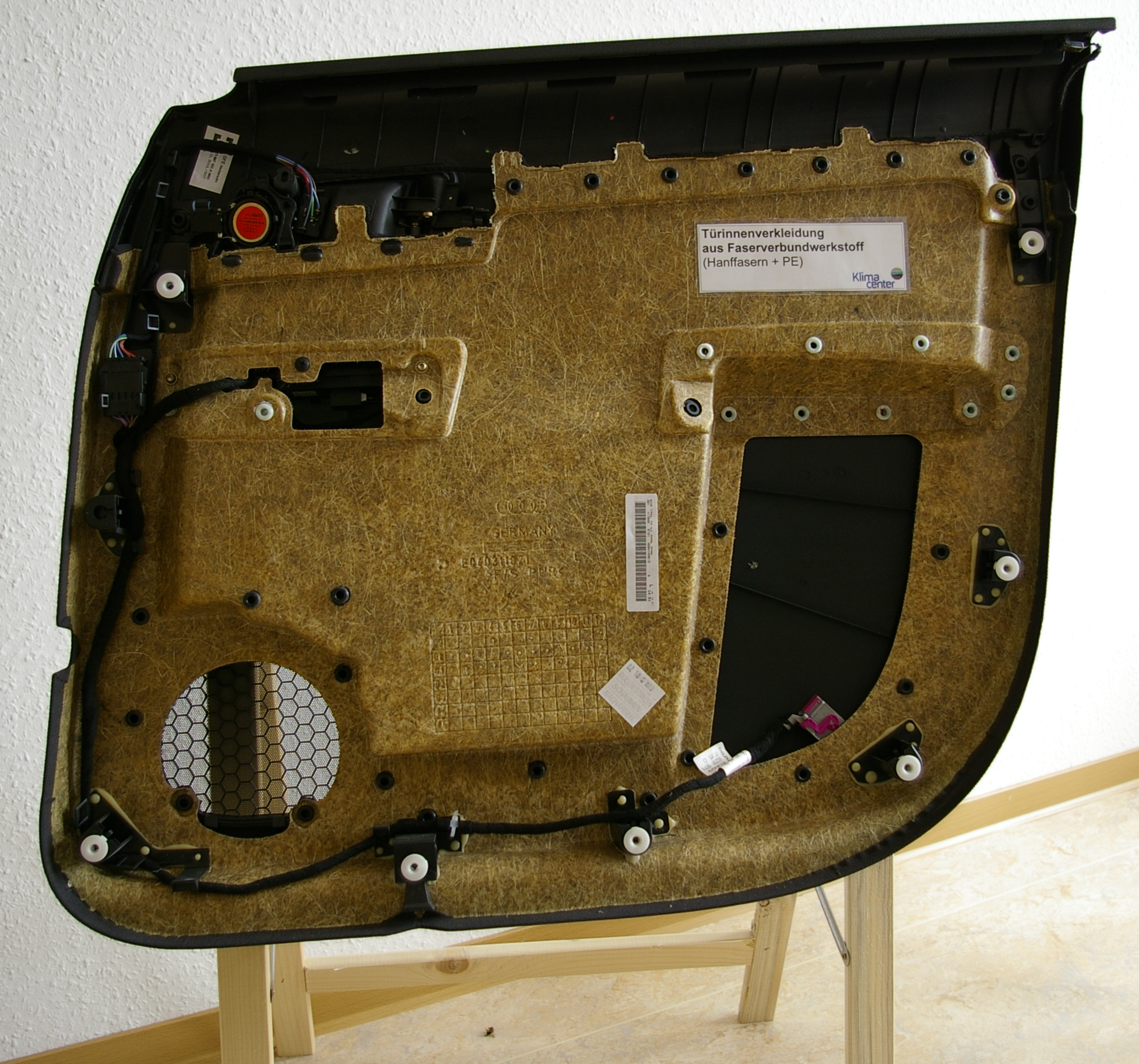
Exemple d'un biocomposite de fibre de chanvre et de polyéthylène dans la composition du revêtement intérieur d'une portière de voiture.

Les biocomposites sont des matériaux composites utilisant des renforts et des résines d'origine animale ou végétale. Ils sont une combinaison de résines thermoplastiques ou thermodurcissables et de renforts sous forme de microsphères, fibres, tissus ou non tissés.
Les techniques de production sont principalement l'injection et la thermocompression.
Les biocomposites sont caractérisés par le fait que :
- la résine pétrochimique est remplacée par une résine végétale ou animale ;
- et/ou les renforts synthétiques (fibres de verre, fibres de carbone, ...) sont remplacés par des fibres naturelles (chanvre, lin, sisal, jute, etc.).

Ces marchés sont en forte croissance, principalement du fait de l'augmentation des prix du pétrole, des obligations de recyclage et de respect de l'environnement.